# Niobi(V) oxide
Niobi(V) oxide là một hợp chất vô cơ có thành phần chính gồm hai nguyên tố là niobi và oxy, với công thức hóa học được quy định là Nb2O5. Hợp chất này tồn tại dưới dạng một chất rắn không màu, không hòa tan và có tính khá trơ. Hợp chất này là tiền thân của tất cả các vật liệu làm bằng niobi, mà ứng dụng chủ yếu là trong ngành sản xuất hợp kim, nhưng các ứng dụng chuyên dụng khác bao gồm tụ điện, lithi niobat và kính quang học.

## Phản ứng
Nb2O5 chỉ tác dụng với axit HF trong dung dịch kiềm.

### Điều chế kim loại niobi
Việc cho hợp chất Nb2O5 phản ứng là cách làm chủ yếu để sản xuất kim loại niobi trong công nghiệp. Trong những năm 1980, khoảng 15.000.000 kg Nb2O5 được tiêu thụ hàng năm để hướng đến việc điều chế kim loại. Phương pháp chính yếu là loại bỏ đi nguyên tố oxy bằng nhôm:
3Nb2O5 + 10Al → 6Nb + 5Al2O3

### Tạo hợp chất halide
Nhiều phương pháp được biết đến để chuyển đổi niobi(IV) oxide NbO2 sang dạng hợp chất halide. Trong phòng thí nghiệm, việc chuyển đổi dược thực hiện bằng phương pháp sử dụng thionyl chloride:
Nb2O5 + 5SOCl2 → 2NbCl5 + 5SO2↑
Nb2O5 phản ứng với CCl4 để tạo hợp chất niobyl(V) chloride NbOCl3.

### Tạo các Oxide khác của niobi
Cho hợp chất tác dụng ở nhiệt độ cao với H2, tạo ra hợp chất mới là NbO2:
Nb2O5 + H2 → 2NbO2 +  H2O
Niobi(II) oxide phát sinh từ phản ứng sử dụng phương pháp hồ quang:
Nb2O5 + 3Nb →  5NbO